# 楠本泰史
楠本 泰史（くすもと たいし、1995年7月7日 - ）は、大阪府吹田市出身のプロ野球選手（外野手）。右投左打。阪神タイガース所属。

## 経歴

### プロ入り前
大阪府吹田市で出生。銀行勤めの父の仕事の関係で小学1年生の終わりに岡山県へ転居する。父から野球の基礎を学び、小学4年生から野球チームに入団する。小学6年時に父の転勤で神奈川県横浜市へ転居し、転校先の横浜市立山内小学校で松井裕樹と出会う。横浜でも野球を続けようと考えていたところ、松井から「俺らとやろうよ」と誘われ、松井が所属していた元石川サンダーボルトに入団。2人で横浜ベイスターズのジュニアチームにも合格し、この年のNPBジュニアトーナメントに出場した。横浜市立山内中学校に進学後も、松井とは青葉緑東シニアで一緒にプレーし、3年夏には日本リトルシニア野球選手権大会で日本一に輝いた。
花咲徳栄高等学校に進学後は1年秋から内野手としてベンチ入り。入学当初は「打球が外野の頭を越えることがなかった」が、監督の岩井隆の元でミート力を磨きレギュラーに定着。2年秋には野球部を県大会優勝、関東大会準優勝に導いた。3年春には第85回記念選抜高等学校野球大会に出場。初戦の岐阜商業高戦で「3番・遊撃手」として先発するも無安打に終わり、チームも初戦敗退した。その後の県大会も予選敗退し、夏の甲子園には出場できなかった。同学年には若月健矢がおり、楠本自身も当時からプロ志望であったが、若月の存在や岩井の助言もあり大学進学を決意、東北福祉大学へ進学する。
東北福祉大学へ進学後は、1年春からレギュラーで仙台六大学野球のリーグ戦に出場。4年間でリーグ通算99安打を記録し、最優秀選手賞と打点王2度、本塁打王、首位打者を1度獲得。また大学代表にも通算3度選出され、第41回日米大学野球選手権大会や第29回ユニバーシアード競技大会では4番を務めた。大学時には右の肩甲帯の機能低下が原因で右肩を痛めてリハビリ生活を過ごし、一時は一塁や指名打者として出場することもあったが、4年時に遊撃手から外野手へ転向している。
2017年10月26日に行われたドラフト会議では、横浜DeNAベイスターズから8位指名を受け、契約金2500万円、年俸700万円（金額は推定）という条件で入団した。背番号は37。支配下登録選手としての契約を前提に指名された全82選手のうち、81番目の指名であった。なお、ベイスターズジュニア出身者として初めてベイスターズに所属する選手となり、ファンフェスティバルで同期の選手たちと共にファンの前で挨拶をした直後にお披露目されたこの年のベイスターズジュニアの選手たちに向けて選手代表として激励の言葉を贈っている。

### DeNA時代

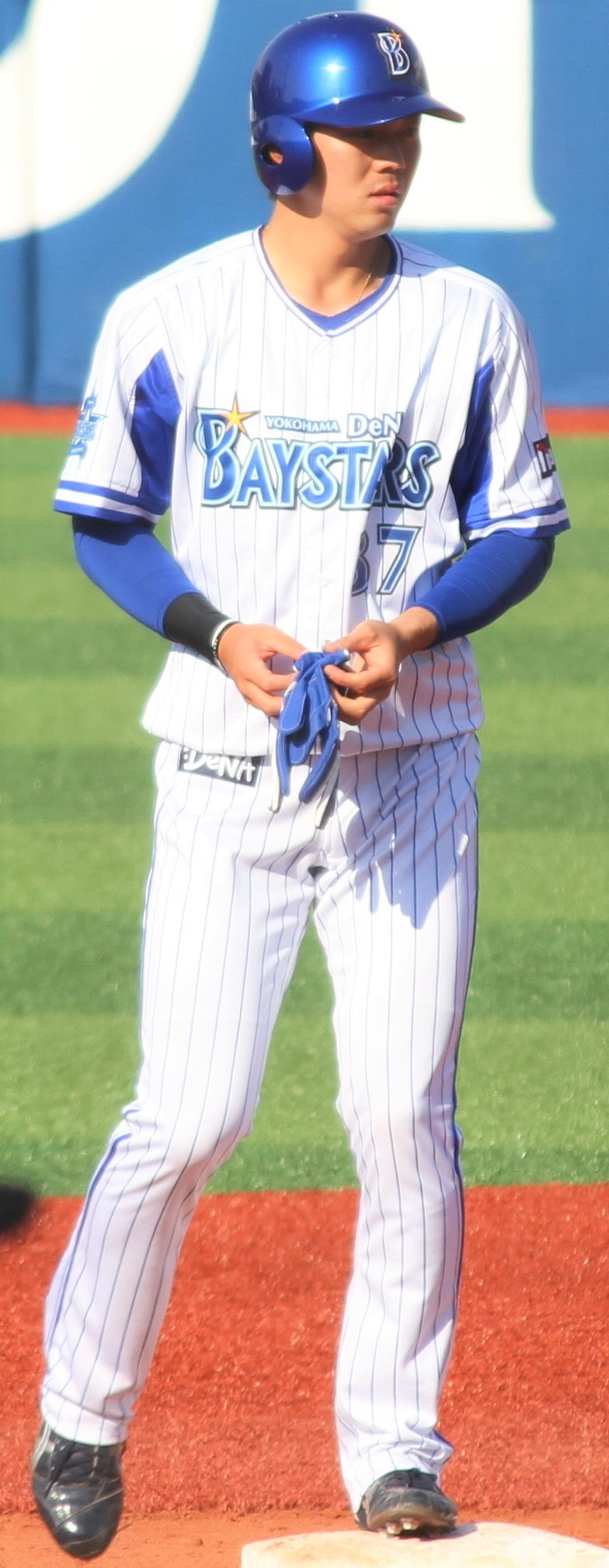
2018年3月25日横浜スタジアムにて

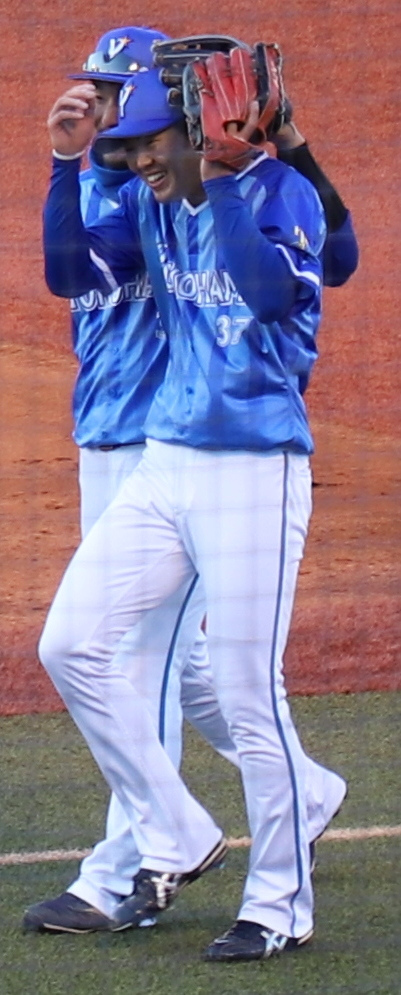
2019年4月3日、明治神宮球場にて

2018年は、春季キャンプから一軍に入ると、オープン戦初戦の2月24日の対読売ジャイアンツ戦では、この年の新人選手としての初本塁打を戸根千明から放った。以降のオープン戦も好調で、11試合の出場で打率.533（15打数8安打）、2本塁打という好成績を残し、同期入団の新人選手から神里和毅・宮本秀明と共に開幕一軍入りを果たすと、3月30日の東京ヤクルトスワローズとの開幕戦（横浜スタジアム）で、5回裏に石田健大の代打として公式戦デビュー。さらに、4月5日の対阪神タイガース戦（阪神甲子園球場）で「7番・右翼手」として公式戦初の先発出場を果たすと、以降3試合で先発起用された。しかし、先発4試合目となった4月14日の対中日ドラゴンズ戦（横浜）で、5回裏に四球で出塁後、次打者の嶺井博希が放った打球（右飛）の判断を誤り、一塁に戻れずにタッチアウト。7回表の守備から交代させられ、試合後に登録抹消となった。監督のアレックス・ラミレスは、「楠本に安打は出ていないが、スランプとまでは思っていなかった。しかし、走塁ミスを犯していては、試合の流れを相手チームに渡しかねない。野球は流れが重要なので、流れを相手に渡さないために交代した」と説明した（試合は2-0でDeNAが勝利）。約1か月半後の5月31日に再び一軍に昇格すると、「2番・右翼手」で先発出場した6月3日の対福岡ソフトバンクホークス戦（福岡ヤフオク!ドーム）で、一軍公式戦初安打（3回表・右前安打）と初の長打（9回表・右越二塁打）を放った。最終的に、一軍公式戦全体では、56試合の出場で、打率.205、2打点、2盗塁を記録した。
2019年は、オープン戦で12球団トップの打率.388（49打数19安打）を記録し、2年連続で開幕一軍入り。レギュラーシーズン開幕戦となった3月29日の対中日戦（横浜）では、「2番・右翼手」として先発出場を果たした。しかし、以降の公式戦では打撃が振るわず、5月上旬に二軍へ降格した。再昇格後の6月9日の対埼玉西武ライオンズ戦（横浜）で、2点ビハインドで迎えた8回裏二死満塁の局面で代打に起用されると、デュアンテ・ヒースからプロ初本塁打となる代打逆転満塁本塁打を放った。公式戦初本塁打を代打満塁本塁打で記録した日本人選手は史上8人目（2リーグ制移行後では7人目）、代打逆転満塁本塁打での記録は1975年の久保俊巳（広島東洋カープ）以来史上2人目であった。
2020年は、二軍では打率.365、6本塁打、24打点を記録した。一方、一軍では主に代打として24試合に起用されるが、打率.154、1本塁打、1打点と結果を残せなかった。
2021年は、開幕を二軍で迎えるも、5月26日の東北楽天ゴールデンイーグルス戦でイースタン・リーグ史上11人目となるサイクル安打を達成し、5月28日に一軍昇格を果たした。一軍では代打に定着し、9月7日の巨人戦（横浜）では左腕の大江竜聖から3ランを放ち、宮國椋丞の移籍後初勝利に貢献するなどの活躍を見せ、シーズン終了まで一軍に帯同。最終的に、自己最多となる76試合に出場し、打率.254、2本塁打、18打点を記録した。代打での打率.295は、リーグ5位の成績（代打で20打席以上の選手）だった。契約更改では930万円増となる推定年俸2310万円でサインした。
2022年は、この年から打撃コーチに就任した鈴木尚典のアドバイスもありオープン戦から好調な打撃を維持し、開幕から先発出場を果たした。怪我で離脱したタイラー・オースティンに代わり右翼手として守備でもチームを支えていたが、遠征中だった4月6日からチーム内で新型コロナウィルスの陽性者が相次ぎ、最初は陰性だった楠本も4月8日に陽性判定を受け登録抹消となる。一軍に復帰した4月21日の阪神戦ではシーズン初本塁打を含む、3安打で猛打賞も記録する活躍を見せる。その後も先発出場を続けていたが5月20日のヤクルト戦（横浜）で走塁の際に足を痛め途中交代し、翌21日に右太腿裏の肉離れで登録を抹消された。その後、怪我から復帰し8月は2番に入り繋ぎ役としてチームの本拠地17連勝に貢献。9月はクリーンナップも担った。この年最終的には自己最多の94試合に出場。打率.252、6本塁打、13犠打を記録した。
2023年も開幕から中軸打者として先発出場していたが、開幕から14打席無安打の不振に陥り先発落ちする。しかし、4月6日の巨人戦（横浜）で代打起用されると、シーズン初安打となる3点本塁打を放った。その後は代打起用で結果を残し続け、6月前半までに代打のみで12打点を記録した。しかし先発で結果を残せず、後半戦は8月から9月にかけて30打席連続無安打を記録するなど苦しみ、最終的に94試合の出場で打率.191、2本塁打、21打点と前年を下回る成績に終わった。11月29日には100万円増の推定年俸3700万円で契約更改。
2024年は、外野争いが熾烈になる中、開幕から控えに回り、4月4日の阪神タイガース戦（京セラドーム）で、6回一死満塁の場面で代打で出場すると、逆転適時二塁打を放ち、球団にとって24年ぶりの開幕2カード連続勝ち越しに貢献した。しかし、その後は調子が上がらず5月12日に一軍登録を抹消された。二軍で徐々に状態が上がってきたことで8月13日に一軍に昇格した。しかし、僅か1打席の代打起用で同月19日に一軍登録を抹消された。抹消理由について監督の三浦大輔は「申し訳なかったですけど、（楠本が）悪いというわけではなく。チーム事情というだけです」と説明していたが、再昇格はなく、10月1日に戦力外通告を受けた。

### 阪神時代
2024年11月16日、阪神タイガースとの契約に合意し、24日に球団が正式に獲得を発表した。背番号は55で、推定年俸は1800万円となった。
2025年は開幕を二軍で迎えるも、状態を上げ、4月13日に一軍初昇格を果たす。代打で6試合に出場するも無安打に終わり、5月1日に二軍降格となった。5月13日に再び一軍昇格し、同15日に古巣・DeNA戦にて入江大生から移籍後初出塁となる四球をもぎ取るも、安打を放つことはできず、同22日に再び二軍降格となった。

## プレースタイル

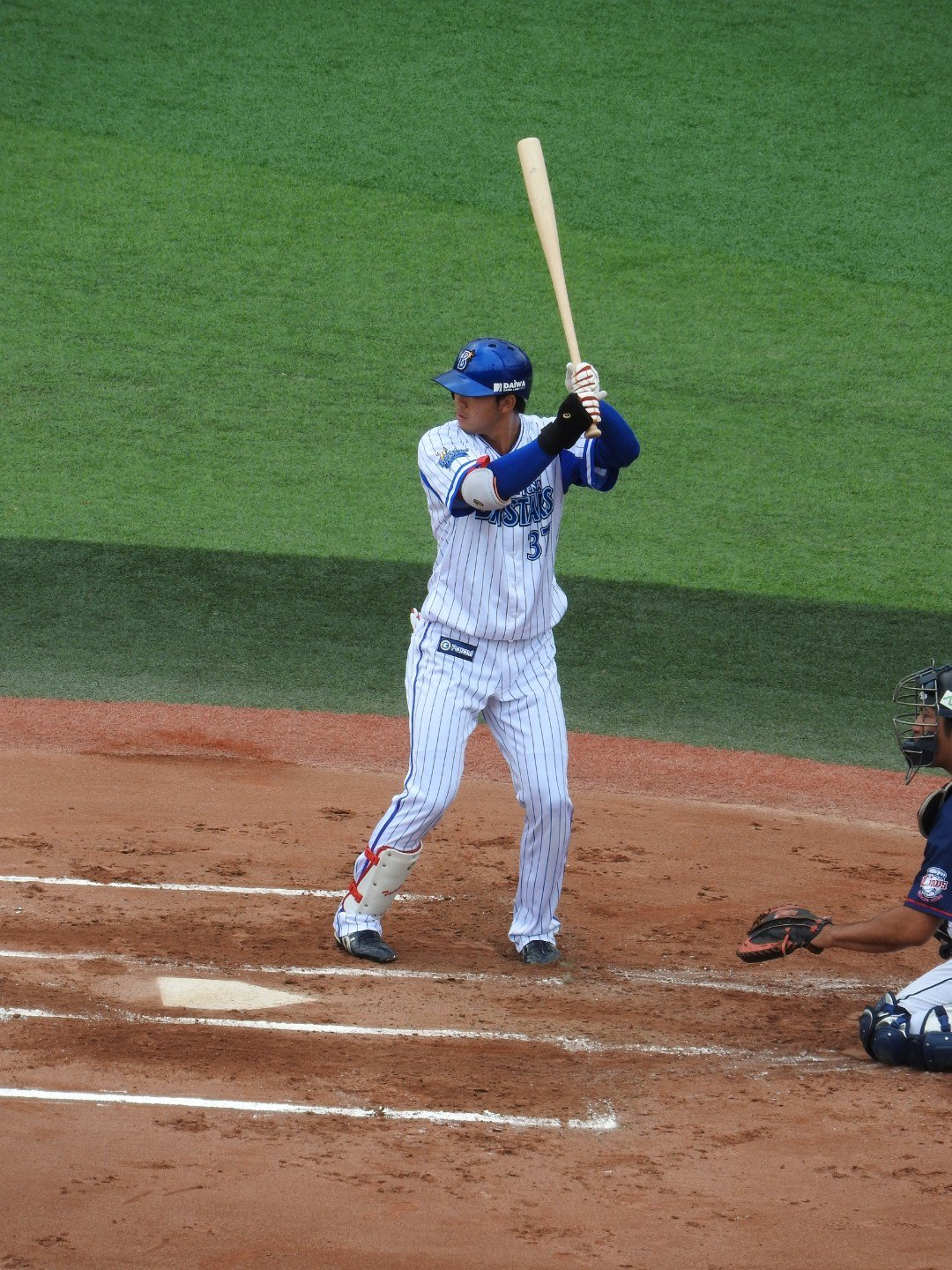
楠本の打撃フォーム

ミート力に優れ、的確なバットコントロールが持ち味。選球眼がよく出塁率も高い。また、バントや進塁打などチームバッティングに徹する器用さも持ち合わせる。
2022年に対戦した秋山翔吾を参考に、始動を早める打撃フォームにし、投手の投球モーションの序盤から右足を上げ、投げる前に自分の間で待てるようにしている。
バッターボックスに入る前に行う体を左右に大きく捻る特徴的なルーティンは、大学2年生の時に「体のバランスが崩れている時がある」と指摘されてから、左右の体のバランスをフラットにして打席に入るために始めたもので、プロに入ってからもずっと続けている。
外野手としては度々送球で強肩を披露している。

## 人物・エピソード
愛称は「クス」、「クッスー」。
日本通運硬式野球部に所属する内野手の楠本晃希は実弟である。
小中学校で同級生だった松井裕樹とは、別々の高校へ進学してからも連絡を取り合う仲である。楠本が大学時代にプロを目指しながらも右肩の故障で苦しんでいた時期に、すでにプロで活躍していた松井が取材で楠本の名前を出し「小・中学校の同級生が仙台で野球を続けている。大学から必ずプロの世界に飛び込んでくる選手だと僕は信じている」と語っている記事を読み、一番悔しかった時期に頑張ろうと思えたと明かしている。楠本がドラフト会議でDeNAから指名された際には、松井からLINE経由で、「同じグラウンドで会えることを楽しみしている」とのメッセージが送られたという。
小学6年生の時に野球教室で横浜ベイスターズの選手だった三浦大輔や鈴木尚典から野球を教えてもらったことがあり、その後、楠本がプロ入りしてから2人とは選手と監督・コーチの関係となった。
幼少期から大の阪神ファンで、甲子園に何度も足を運んで金本知憲や赤星憲広のプレーに心を躍らせていたという。

## 詳細情報

### 年度別打撃成績
| 年 度     | 球 団     | 試 合 | 打 席 | 打 数 | 得 点 | 安 打 | 二 塁 打 | 三 塁 打 | 本 塁 打 | 塁 打 | 打 点 | 盗 塁 | 盗 塁 死 | 犠 打 | 犠 飛 | 四 球 | 敬 遠 | 死 球 | 三 振 | 併 殺 打 | 打 率 | 出 塁 率 | 長 打 率 | O P S |
| --------- | --------- | ----- | ----- | ----- | ----- | ----- | -------- | -------- | -------- | ----- | ----- | ----- | -------- | ----- | ----- | ----- | ----- | ----- | ----- | -------- | ----- | -------- | -------- | ----- |
| 2018      | DeNA      | 56    | 82    | 73    | 4     | 15    | 3        | 0        | 0        | 18    | 2     | 2     | 1        | 0     | 0     | 6     | 0     | 3     | 19    | 0        | .205  | .293     | .247     | .539  |
| 2019      | DeNA      | 39    | 81    | 72    | 6     | 15    | 4        | 0        | 1        | 22    | 6     | 0     | 2        | 0     | 0     | 7     | 0     | 2     | 19    | 1        | .208  | .296     | .306     | .602  |
| 2020      | DeNA      | 28    | 29    | 26    | 6     | 4     | 2        | 0        | 1        | 9     | 1     | 0     | 0        | 0     | 0     | 2     | 0     | 1     | 7     | 0        | .154  | .241     | .346     | .588  |
| 2021      | DeNA      | 76    | 127   | 114   | 9     | 29    | 7        | 0        | 2        | 42    | 18    | 1     | 4        | 0     | 1     | 10    | 1     | 2     | 23    | 1        | .254  | .323     | .368     | .691  |
| 2022      | DeNA      | 94    | 327   | 282   | 27    | 71    | 13       | 0        | 6        | 102   | 26    | 6     | 2        | 13    | 2     | 23    | 0     | 7     | 55    | 4        | .252  | .322     | .362     | .683  |
| 2023      | DeNA      | 94    | 176   | 157   | 14    | 30    | 9        | 0        | 2        | 45    | 21    | 0     | 0        | 2     | 3     | 11    | 0     | 3     | 35    | 2        | .191  | .253     | .287     | .539  |
| 2024      | DeNA      | 18    | 31    | 29    | 0     | 5     | 1        | 0        | 0        | 6     | 5     | 0     | 0        | 0     | 0     | 1     | 0     | 1     | 5     | 0        | .172  | .226     | .207     | .433  |
| 通算：7年 | 通算：7年 | 405   | 853   | 753   | 66    | 169   | 39       | 0        | 12       | 244   | 79    | 9     | 9        | 15    | 6     | 60    | 1     | 19    | 163   | 8        | .224  | .296     | .324     | .620  |

- 2024年度シーズン終了時

### 年度別守備成績
| 年 度 | 球 団 | 外野  | 外野  | 外野  | 外野  | 外野  | 外野     |
| 年 度 | 球 団 | 試 合 | 刺 殺 | 補 殺 | 失 策 | 併 殺 | 守 備 率 |
| ----- | ----- | ----- | ----- | ----- | ----- | ----- | -------- |
| 2018  | DeNA  | 22    | 14    | 0     | 0     | 0     | 1.000    |
| 2019  | DeNA  | 21    | 19    | 0     | 0     | 0     | 1.000    |
| 2020  | DeNA  | 6     | 4     | 0     | 0     | 0     | 1.000    |
| 2021  | DeNA  | 36    | 33    | 0     | 0     | 0     | 1.000    |
| 2022  | DeNA  | 79    | 127   | 6     | 2     | 2     | .985     |
| 2023  | DeNA  | 41    | 42    | 0     | 0     | 0     | 1.000    |
| 2024  | DeNA  | 7     | 7     | 0     | 1     | 0     | .875     |
| 通算  | 通算  | 212   | 246   | 6     | 3     | 2     | .988     |

- 2024年度シーズン終了時

### 記録
初記録
- 初出場：2018年3月30日、対東京ヤクルトスワローズ1回戦（横浜スタジアム）、5回裏に石田健大に代わり代打で出場
- 初打席：同上、5回裏にデービッド・ブキャナンから死球
- 初先発出場：2018年4月5日、対阪神タイガース2回戦（横浜スタジアム）、「7番・右翼手」で先発出場
- 初盗塁：2018年4月9日、対広島東洋カープ3回戦（MAZDA Zoom-Zoom スタジアム広島）、4回表に二盗（投手：大瀬良大地、捕手：會澤翼）
- 初安打：2018年6月3日、対福岡ソフトバンクホークス3回戦（福岡 ヤフオク!ドーム）、3回表に武田翔太から右前安打
- 初打点：2018年6月15日、対オリックス・バファローズ1回戦（京セラドーム大阪）、8回表に西勇輝から一塁ゴロの間に記録
- 初本塁打：2019年6月9日、対埼玉西武ライオンズ3回戦（横浜スタジアム）、8回裏にデュアンテ・ヒースから左越満塁 ※初本塁打が代打逆転満塁本塁打は史上2人目[56][57][注 2]。

### 背番号
- 37（2018年[12] - 2024年）
- 55（2025年[1] - ）

### 代表歴
- 第40回日米大学野球選手権大会
- 第41回日米大学野球選手権大会
- 第29回ユニバーシアード競技大会